# ترانه جشن تولد من
ترانه جشن تولد من (انگلیسی: My Birthday Song) یک دلهره‌آور روان‌شناختی بالیوودی به کارگردانی سمیر سونی است که در ۱۹ ژانویهٔ ۲۰۱۸ منتشر شد. از بازیگران آن می‌توان به سانجای سوری، نورا فتحی و پوراب کهلی اشاره کرد.